# 电动滑板

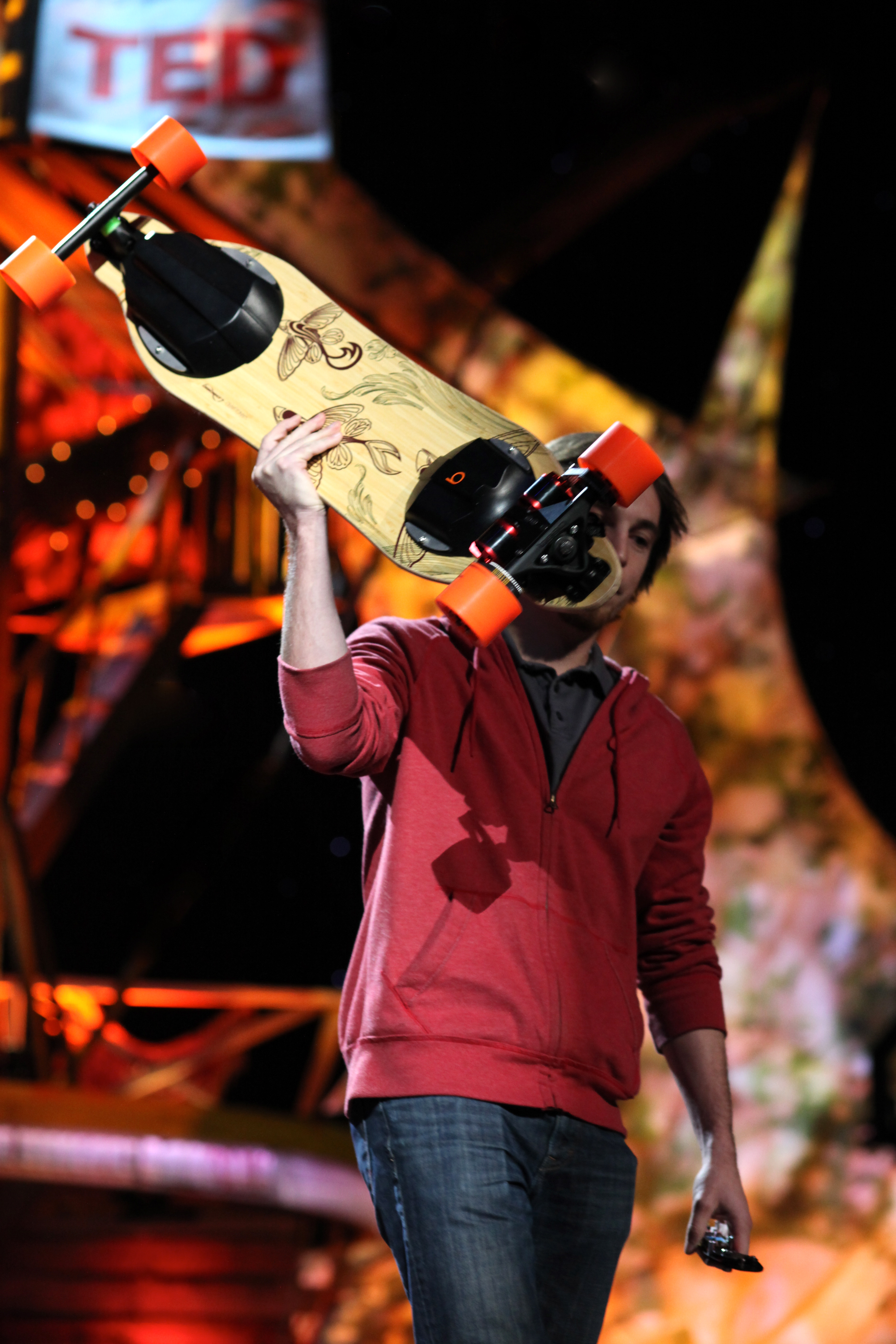
Electric skateboard - Boosted boards

電動滑板是以傳統滑板為基礎，加上電力套件的四輪交通工具。目前的電動滑板一般分為雙輪驅動以及單輪驅動兩種驅動方式為主，最常見的傳動方式分別為 : 輪毂電機(HUB)、以及皮帶驅動，其主要電力來源為鋰電池組。
一般電動滑板主流的控制方式為無線遙控方式來控制電動滑板的加速以及剎車，與滑板主機無線的連結方式有2.4Ghz無線連接以及藍芽連接方式為主。
操控轉彎的方式則與傳統滑板操控的方式相同，以人力的施力及平衡轉移來使輪架偏移傾斜來作動轉彎。

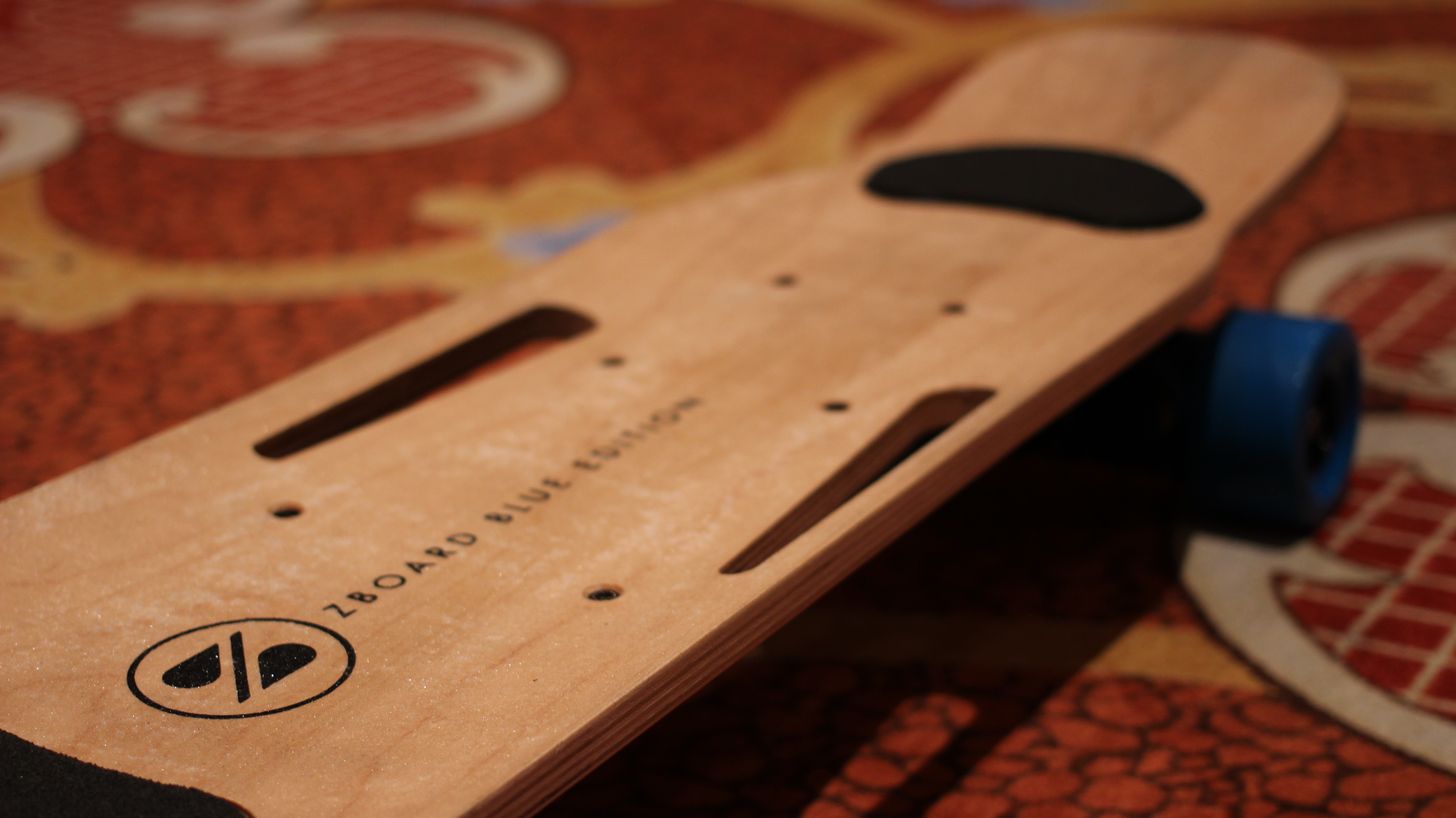
Zboard 2

## 历史
由汽油动力驱动的MotoBoard于1975年夏天发售，但由于噪音和污染问题，于1997年在加利福尼亚州禁止使用。
通常认为现代的电动滑板是由海豹滩 (加利福尼亚州)的Louie Finkle始发的，他的第一个无电源电缆的电动滑板于1997年开始推出，并于1999年申请专利。然而，直到2004-2006年，电动机和电池技术才有足够的扭矩来有效地驱动滑板。